# Jacob Schick
Jacob Schick (* 16. September 1877 in Ottumwa, Iowa; † 3. Juli 1937 in Montreal) war ein US-amerikanischer Erfinder und Unternehmer. Er hielt mehrere Patente für Rasierer. Seine wichtigste Erfindung ist die des elektrischen Rasierapparates 1923.
Nachdem er einen Großteil seines Vermögens auf den Bahamas angelegt hatte, drohte ihm eine Untersuchung durch das Steuerflucht-Komitee des US-Kongresses. Schick entzog sich, indem er 1935 nach Kanada zog und die kanadische Staatsbürgerschaft annahm. Dort starb er an den Komplikationen nach einer Nierenoperation. Er hinterließ seine Frau Florence Leavitt Schick Stedman und zwei Töchter.